# ابراداسیکات
ابراداسیکات (به انگلیسی: Abradasikatte) یک روستا در هند است که در کارناتاکا واقع شده‌است.